# Terrazzo Novara-Vespolate
Il terrazzo Novara-Vespolate (conosciuto anche come pianalto Novara-Vespolate o alto morfologico Novara-Vespolate) è un terrazzo fluvio-glaciale situato nei comuni di Novara, Garbagna Novarese, Granozzo con Monticello, Nibbiola e Vespolate. Ad ovest è delimitato dal torrente Agogna e ad est dalla ferrovia Novara-Mortara.

## Geomorfologia
Dal punto di vista geomorfologico, l'area è costituita da un terrazzo alluvionale fluvioglaciale ghiaioso, che è stato nel tempo modificato dalle opere di spianamento per favorire la coltivazione del riso. L'area è caratterizzata da ampi spazi aperti, interrotti soprattutto da cascine ed agglomerati di origine rurale. La parte confinante con la zona sud di Novara risulta particolarmente compromessa, a seguito della creazione di grandi infrastrutture ed impianti, quali la tangenziale di Novara, il depuratore delle acque reflue urbane, l'area di snodo delle linee ad alta tensione e l'area della discarica.
L'altitudine del terrazzo degrada dolcemente verso sud, con un massimo di 155 m s.l.m. presso la via Piazza d'Armi a Novara ed un minimo di 123 m s.l.m. al limite meridionale nel comune di Vespolate.

## Acque superficiali

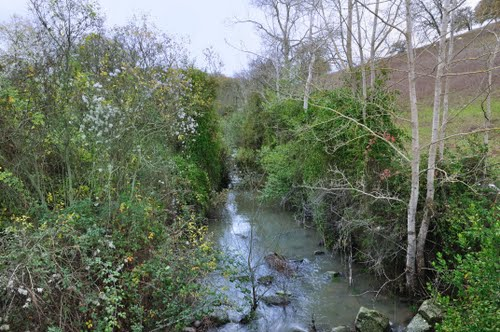
Il cavo Ri

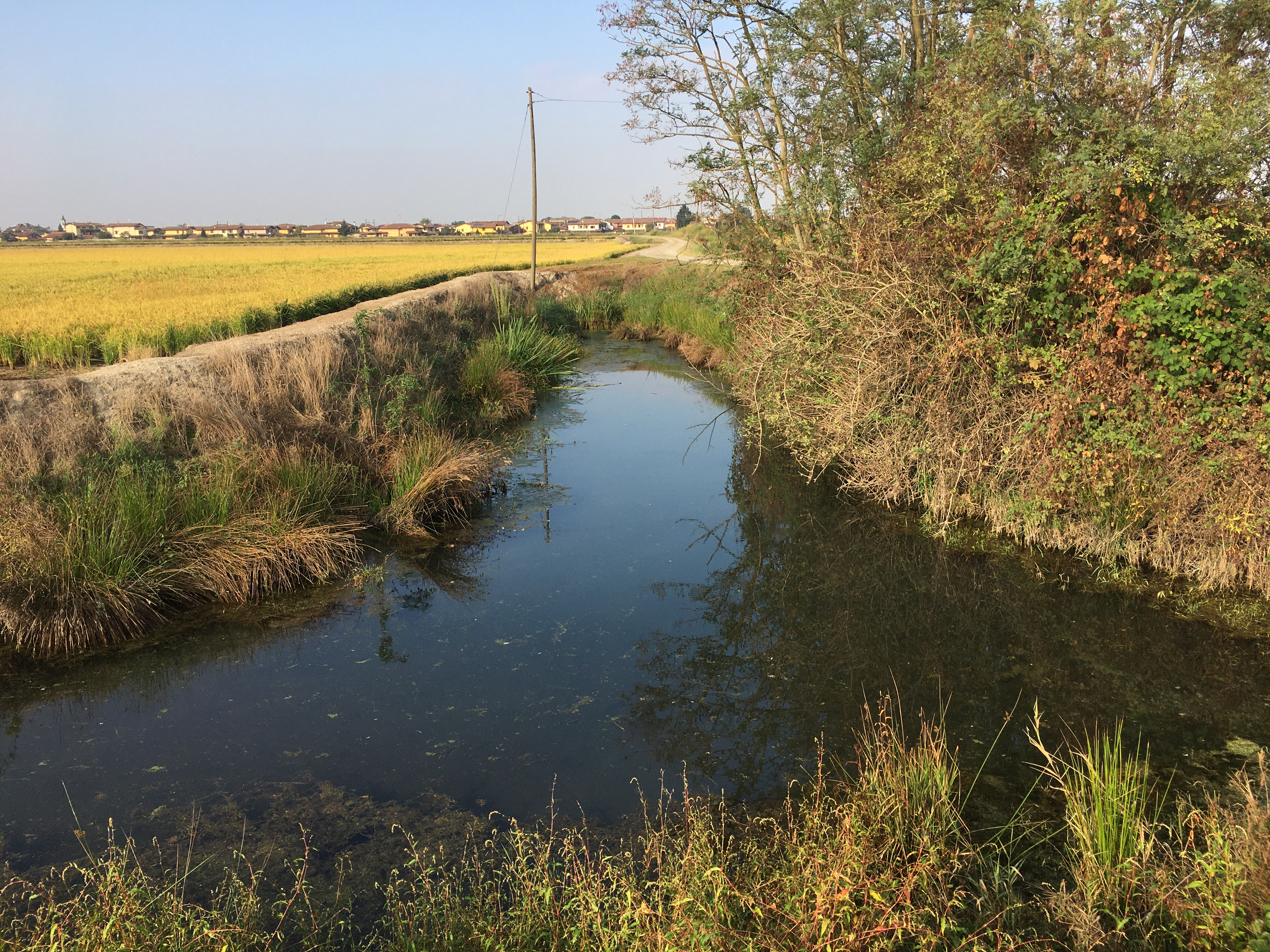
La fontana Roggiola

Le acque superficiali sono essenzialmente costituite dai torrenti Agogna e Arbogna e dal reticolo di canali artificiali utilizzati per l'irrigazione:
- canale Quintino Sella;
- cavi Prina, Ricca, Cattedrale, Pozzo, Boggiani, Dessi, Roggiani, Ri e Germagnone;
- roggia di Olengo, S. Marta e Caccesca (o Cacesca);
- fontana Roggiola.

## Geologia
La natura del suolo consiste unicamente di depositi continentali quaternari di natura fluvioglaciale e fluviale:
- da alluvioni fluvioglaciali e fluviali recenti ed attuali (Olocene);
- da alluvioni fluvioglaciali del Riss (Pleistocene);
- da alluvioni fluvioglaciali e fluviali del Würm (Pleistocene superiore).

I depositi delle alluvioni fluvioglaciali e fluviali recenti ed attuali si rilevano solo ad ovest dell'abitato di Garbagna, dove, essendo legati alle esondazioni, sono costituiti prevalentemente da materiale sabbioso-limoso.
I depositi delle alluvioni fluvioglaciali rissiane sono formati da ghiaie, sabbie e limi giallastri; il limite superficiale superiore è costituito da argille di colore giallo ocra. Il deposito fluvioglaciale Riss costituisce l'altopiano di Novara-Vespolate e i due pianalti a morfologia subpianeggiante di Garbagna e Nibbiola. In questa zona la fascia dei fontanili ha andamento N-S a partire dalla base del terrazzo rissiano, da Olengo a Vespolate, poi vira a NO-SE.
Attorno al terrazzo rissiano sono i depositi delle alluvioni würmiane, formate da materiali fluvioglaciali ghiaioso-ciottolosi e fluviali sabbioso-limosi, rispettivamente a monte e a valle della linea dei fontanili.
Il passaggio dai depositi fluvioglaciali a quelli fluviali corrisponde alla diminuzione della granulometria dei terreni, determinando conseguentemente una minore permeabilità, favorendo in tal modo l'affioramento della falda freatica.

## Idrogeologia
Il terrazzo presenta due tipi di falde:
- una superficiale a connotazione freatica, utilizzata per l'irrigazione e solo marginalmente per scopi industriali, la cui direzione del flusso idrico è NO-SE;
- una semiconfinata, in comunicazione con le acque della falda profonda.

## Piano paesistico
Il piano paesistico per il terrazzo Novara-Vespolate è approvato dal consiglio provinciale di Novara nel 2009, con l'obiettivo di tutelare e valorizzazione i patrimoni paesaggistici che storici dell'area.

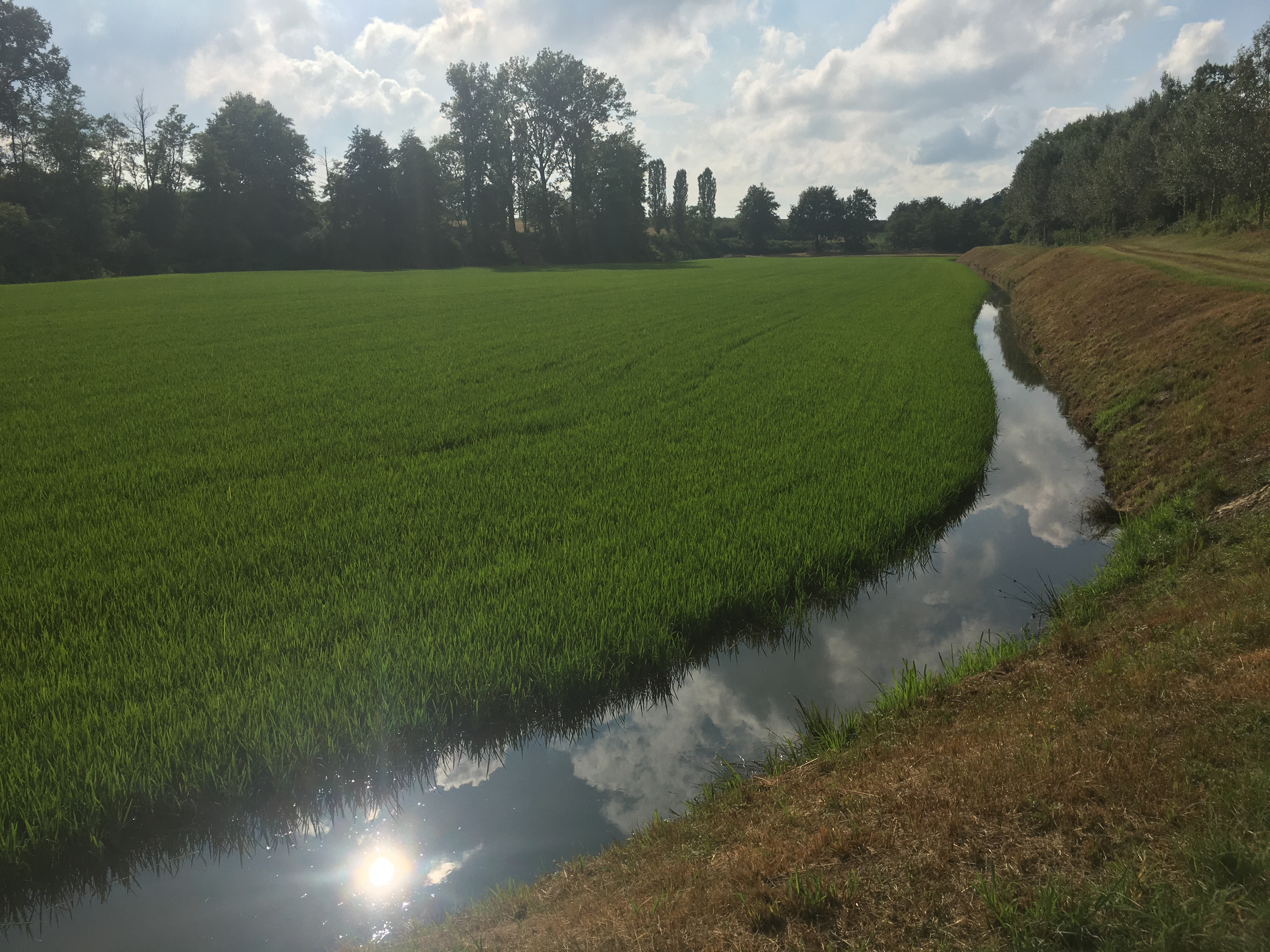
Risaia in Val del Ri, una delle tante valli all'interno del terrazzo

Tra le attività individuate dal piano vi sono:
- ripristino dei segni territoriali di riferimento, quali siepi e alberature di ripa o di bordo campo;
- manutenzione dei fontanili;
- oculata diversificazione delle colture;
- per gli itinerari principali, predisposizione di luoghi di sosta ed attrezzature per la fruizione dei più importanti elementi del paesaggio;
- per gli itinerari secondari, percorribili per lo più mediante strade rurali, applicazione di limitazioni per i mezzi motorizzati.